# Museo de Arte Contemporáneo (Monterrey)
El Museo de Arte Contemporáneo de Monterrey, también conocido por su acrónimo MARCO, está ubicado en la ciudad de Monterrey, Nuevo León. Fue inaugurado el 28 de junio de 1991.

## Historia
Es obra del arquitecto mexicano Ricardo Legorreta. El espacio se fundó con la misión de generar exposiciones y seleccionar proyectos provenientes de otras instituciones, enfocados a ofrecer al público un marco de referencia respecto al momento actual del arte contemporáneo, nacional e internacional.  
En 2019, lanzó su campaña #MuseoDeTodos, invitando a personas de cualquier camino de vida a visitar el museo y disfrutar del arte exhibido; la campaña fue otorgada un premio A! por su diseño de publicidad.
El museo está ubicado en el centro de Monterrey, destacando dentro del complejo urbanístico de la Macroplaza.

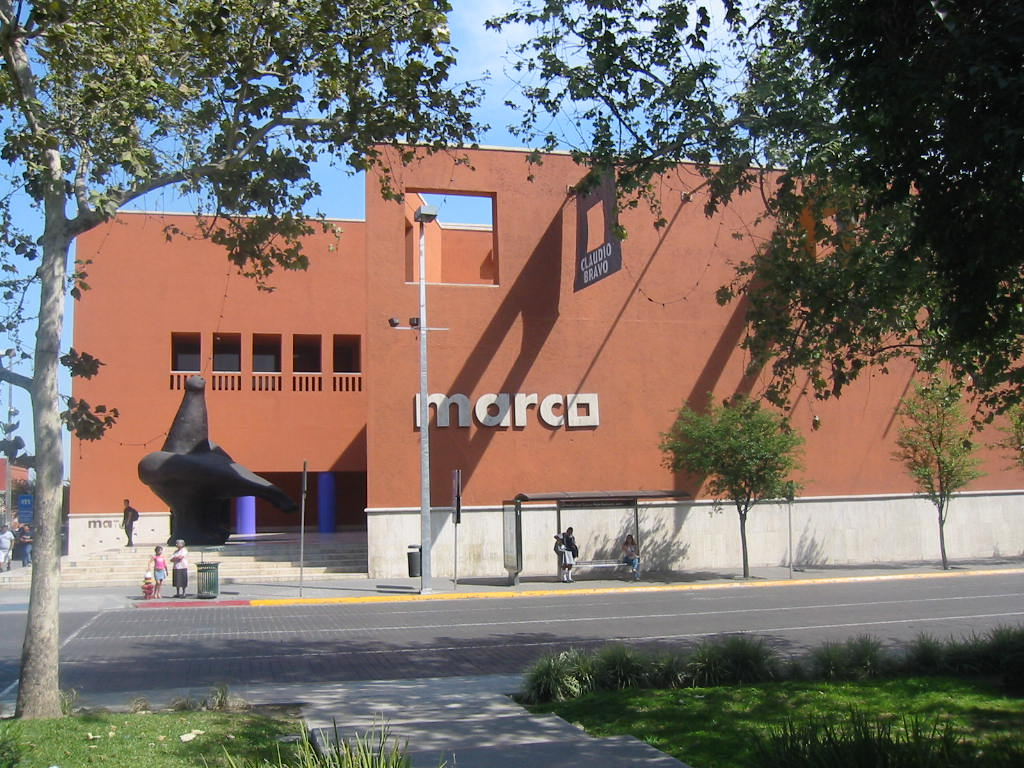
Fachada del MARCO

## El edificio y su arquitectura
En la entrada principal se encuentra La Paloma, creación de Juan Soriano. Esta es una enorme escultura de bronce de 6 metros de alto y 4 toneladas de peso. La Paloma brinda la bienvenida a los visitantes al centro cultural. 

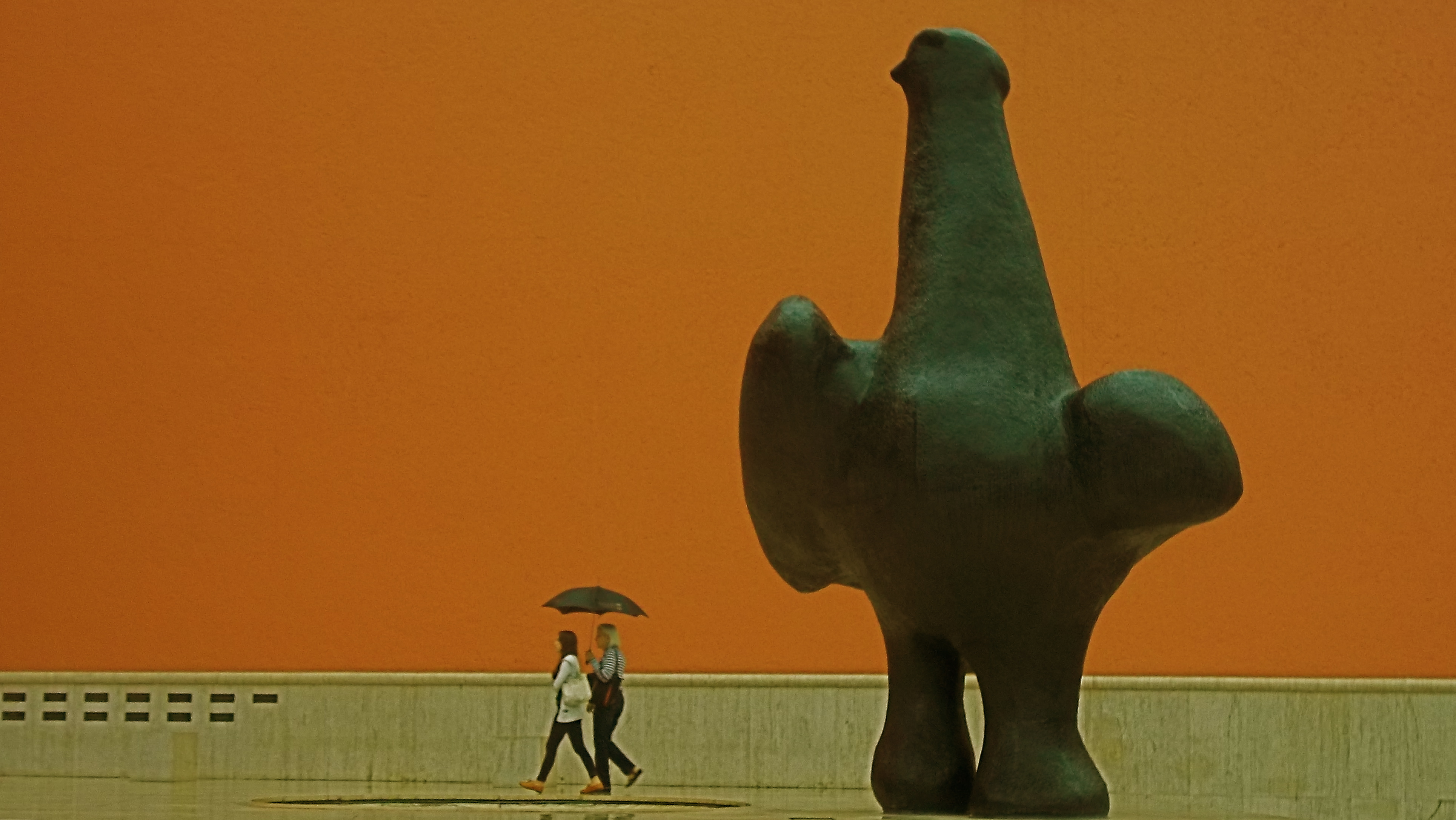
Escultura del artista jalisciense Juan Soriano.

El museo es uno de los centros culturales importantes de América Latina. Sus esfuerzos se encaminan a la promoción del arte contemporáneo internacional, enfatizándose en la difusión de las artes visuales latinoamericanas.
En el museo se crearon diferentes ambientes y atmósferas en cada rincón, provocando que la visita al museo sea una experiencia única. Para ello creó un edificio que corresponde no sólo al lugar urbano y a Monterrey, sino a todo el pueblo mexicano, mostrando el arte en un ambiente mucho más natural y menos artificial que como se hace en otras partes del mundo. 
Las obras se presentan combinando adecuada y equilibradamente la luz natural y la artificial. De esta manera, la visita al museo no es como el recorrer un laboratorio donde hay obras de arte, sino una visita a una serie de espacios y elementos arquitectónicos que resultan una obra de arte en sí mismos.
El museo cuenta con 16 000 m² (metros cuadrados) de construcción, de los cuales 5 000 m² son de exhibición distribuidos en 11 salas, en el resto se encuentran espacios como el patio central, con su espejo de agua, el auditorio, la tienda, el restaurante y el Patio de las Esculturas. 

## Exposiciones

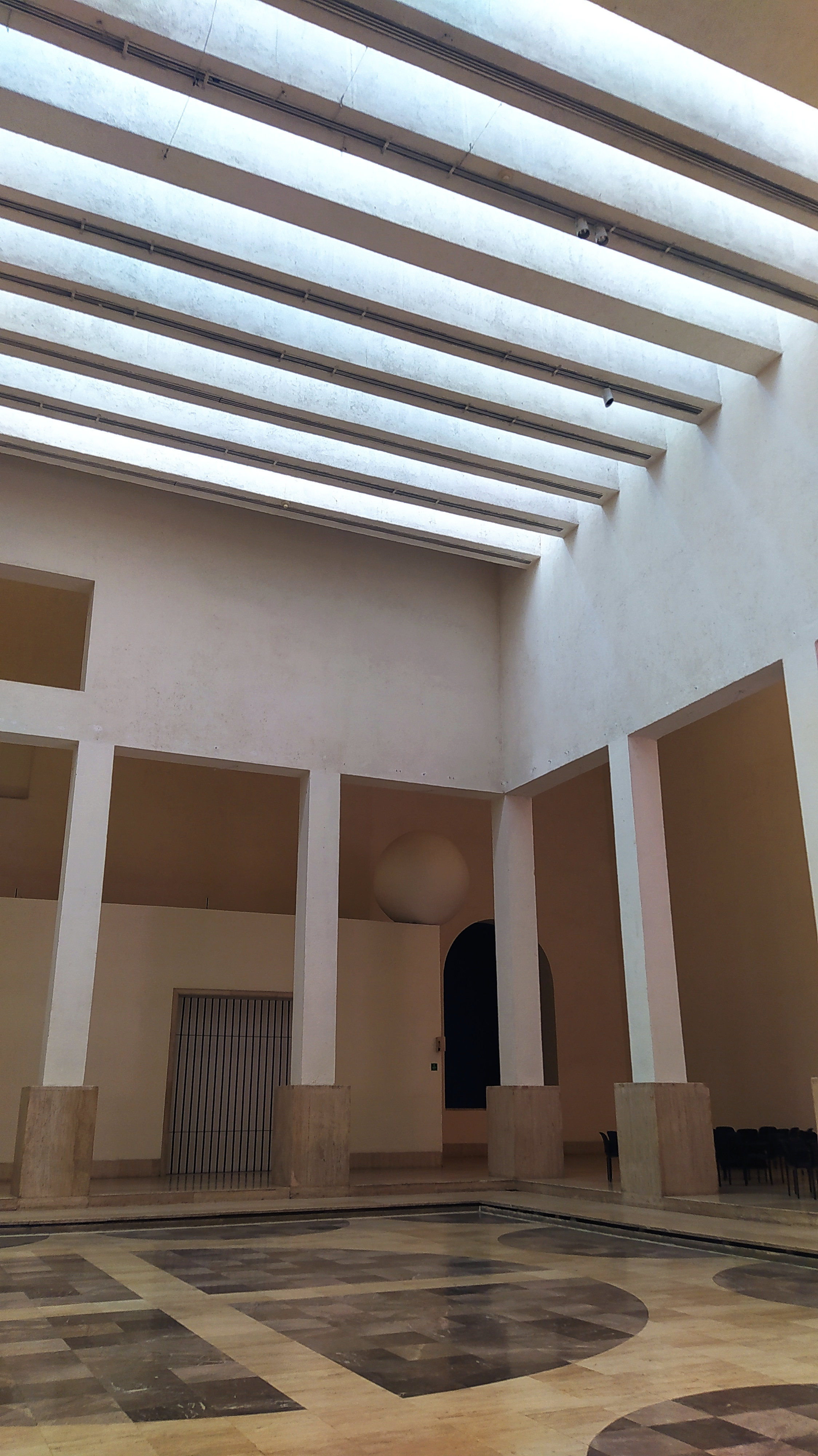
Interior de Museo de Arte Contemporáneo

La colección permanente del museo, compuesta principalmente de pintura latinoamericana contemporánea, no es muy extensa. Sin embargo, sus exposiciones temporales son de muy alto nivel. En sus salas se han presentado exposiciones individuales de pintores, escultores y arquitectos mexicanos como Leonora Carrington, Manuel Álvarez Bravo, Hermenegildo Bustos, Julio Galán, Mathias Goeritz, Teodoro González de León, Enrique Guzmán, Ricardo Legorreta, Ricardo Mazal, Miriam Medrez, Frida Kahlo, Armando Salas Portugal, Rodolfo Morales y Alberto Vargas Aguirre. 
Entre los artistas extranjeros que han sido expuestos en MARCO se encuentran el catalán Joan Brossa, la norteamericana Jenny Holzer, la cubana Ana Mendieta, el inglés Henry Moore, el japonés Isamu Noguchi y el inglés Antony Gormley.
Otras exposiciones que destacan en la historia del museo  son: 
- Grandes Maestros Mexicanos
- Hechizo de Oaxaca
- México, Esplendores de Treinta Siglos
- Frida Kahlo
- BMW Art Collection
- PIXAR: Veinte años de animación

El museo cuenta todo el año con programas, actividades y eventos especiales para sensibilizar a la comunidad regiomontana hacia diversas manifestaciones artísticas.

## Programas
A través del programa CREARTE, el museo acerca actividades lúdicas y herramientas educativas a públicos con necesidades especiales por discapacidad, enfermedad, vulnerabilidad; a adultos mayores y a personas de diferentes culturas o etnias. Nuestro objetivo es desarrollar las habilidades y capacidades de cada persona, conjugando la apreciación del arte y la creación artística con dinámicas y talleres que generen ambientes positivos, facilitando la comunicación con los otros, el reconocimiento potencial individual y colectivo, la autoestima y el desarrollo de la creatividad para una mejor calidad de vida.
Asimismo, el museo lleva a cabo el programa de MARCOmóvil, cuyo objetivo es la generación de audiencias para los museos y la promoción del arte contemporáneo en diferentes públicos, para que se vinculen con su realidad, entorno y vida cotidiana. El programa se lleva a cabo en espacios sociales-comunitarios y permite que los miembros de la comunidad participen activamente en actividades recreativas, formativas y transformadoras en cuanto a sensibilización y aprendizaje.